# AOL Explorer
AOL Explorer (раніше — AOL Browser) — застосунок, який є графічним веббраузером, заснованим на рушію Microsoft Trident. Програма розроблялася компанією AOL. У липні 2005 року запустили проєкт AOL Explorer для безплатного завантаження, а як додаткове завантаження проєкт AIM версії 5.9. AOL Explorer підтримує роботу з вкладками.

## Історія випусків
В листопаді 2005 року вийшла наступна версія під індексом 1.1,вона містила невеликі виправлення помилок і недоліків. Версія 1.2 була практично ідентична попередній версії, але в неї були включені дві нові функціональні особливості, серед яких підтримка табів і RSS-віджети зі списку обраних. Коли користувач здійснював натискання на кнопку «Tab Explorer», ескіз попереднього перегляду кожної вкладки відображався в повноекранному режимі. Користувач міг клацнути на одну з кнопок попереднього перегляду, щоб отримати миттєвий доступ до сторінки. Подібну функцію Microsoft включила тільки в Internet Explorer 7 і назвав цю технологію «Quick Tabs».
Версія 1.5 була запущена в травні 2006 року. Вона включала багато нових можливостей, таких як Desktop Widgets, Візуальні Теми, Стрічка Новин Screensaver, а також різноманітні поліпшення всієї продуктивності програми. Desktop Widgets дозволяли користувачу відокремити бічну панель і використовувати її незалежно від самого браузера, ця панель залишається доступною навіть після того, як браузер AOL Explorer буде закритий. Ще одною новою особливістю до версії 1.5 є функція «Show Page Preview», яка дозволяє користувачеві переглядати вебсторінки не закриваючи або не виходячи з поточної. Для здійснення подібного потрібно просто утримувати клавішу CTRL і клацнути правою кнопкою миші на посилання. Особливість буде дуже корисною, коли є вже велика кількість посилань на сторінці (або при пошуку).
2003 року компанія AOL підписала 7-річний контракт з Microsoft, щоб використовувати рушій Internet Explorer у власних програмних продуктах (саме AOL Explorer його використовував). Завдяки цьому користувачі могли використовувати AOL Explorer для завантаження та установки Microsoft Update. Однак, AOL Explorer не використовує Bing як пошукову систему за умовчанням, на відміну від Internet Explorer. Подальша майбутня розробка та підтримка AOL Explorer після закінчення контракту залишається невідомою. Тепер компанія AOL є власником корпорації Netscape Communications, яка опублікувала, що нині не розробляється, початкові коди серії браузерів Netscape в інтернеті.

## Доступність
Версія 1.5 була останньою. Розвиток було зупинено на користь AOL OpenRide, якого своєю чергою змінив AOL Desktop.

## Відгуки
AOL Explorer отримав 4 з 5 зірок від журналу PC Magazine у 2005 році. Про нього було сказано, що навіть віддані користувачі Firefox плескали в долоні AOL Explorer, захоплюючись його елегантністю і простоті обертання. Хоча варто зауважити, що в тій же статті браузер критикували. Серед мінусів був антишпигунський інструмент, в якому не працюють ряд деяких особливостей, що робить браузер сприйнятливим до Adware, а також втручання Spyware, але за замовчуванням браузер відключає місцеве управління ActiveX і JavaScript. Також була відсутня функція імпорту «Вибраного» з Firefox і Opera, а також не підтримувалися панелі інструментів Internet Explorer.